# 50a edició dels Premis Sant Jordi de Cinematografia
La gala de la 50a edició dels Premis Sant Jordi de Cinematografia va tenir lloc el 25 d'abril de 2006. Com en anys anteriors, un jurat compost per diversos crítics i periodistes cinematogràfics de Barcelona va decidir mitjançant votació els qui eren els destinataris dels premis Sant Jordi que Ràdio Nacional d'Espanya-Ràdio 4 (RNE) concedeix anualment al cinema espanyol i estranger en els diferents apartats competitius i que en aquesta edició distingien a les pel·lícules estrenades al llarg de l'any 2005. Aquest sistema d'elecció fa que aquests guardons estiguin considerats com un reconeixement de la crítica barcelonina, i a més és un dels premis cinematogràfics més antics de Catalunya.
La gala es va celebrar al Palau de la Música Catalana. Fou presentada per María Casado, Sandra Sabatés i Toni Marín i retransmesa per La 2. Hi van estar presents el conseller primer Josep Bargalló, el conseller de cultura Ferran Mascarell i la presidenta de l'Acadèmia de Cinema i Televisió Mercè Sampietro.
Per a festejar el 50 aniversari dels premis, RNE va editar el llibre Tots dos cavalquen junts: la ràdio i el cinema. 50 premis Sant Jordi de cinematografia (1957-2006). ISBN 978-84-7609-781-6 escrit per Armand Balsebre i prologat per Romà Gubern, amb un DVD i projectarà un cicle a la Filmoteca de Catalunya amb alguns dels títols guanyadors.

## Premis Sant Jordi

### Premis competitius
| Categoria                              | Premiat                         | Labor premiada                               |
| -------------------------------------- | ------------------------------- | -------------------------------------------- |
| Millor pel·lícula espanyola            | La vida secreta de les paraules | Pel·lícula                                   |
| Millor actor en pel·lícula espanyola   | Manuel Alexandre                | Elsa y Fred                                  |
| Millor actriu en pel·lícula espanyola  | Emma Vilarasau                  | Para que no me olvides                       |
| Millor ópera prima                     | Tapes                           | Pel·lícula                                   |
| Millor película estrangera             | Una història de violència       | Pel·lícula                                   |
| Millor actor en película estrangera    | Paul Giamatti                   | Cinderella Man Entre copes American Splendor |
| Millor actriu en pel·lícula estrangera | Hilary Swank                    | Million Dollar Baby                          |

### Premis honorífics
| Categoria                                                  | Premiat                 | Labor premiada              |
| ---------------------------------------------------------- | ----------------------- | --------------------------- |
| Premi a la trajectòria professional                        | Miquel Iglesias i Bonns | Trajectòria cinematogràfica |
| Premi especial del Jurat                                   | Ingmar Bergman          | Director de cinema          |
| Premi especial RNE                                         | Luis San Narciso        | Director de càsting         |
| Premi 50 anys TVE Catalunya                                | Enriqueta Montañà       | Secretària del guardó       |
| Premi Especial a la millor pel·lícula dels darrers 25 anys | Sense perdó             |                             |

## Roses de Sant Jordi
Una vegada més es van lliurar les dues roses de Sant Jordi, premis concedits per votació popular entre els oïdors de Ràdio 4 seguidors del programa Va de cine de Conxita Casanovas, que recompensen a les que el públic considera millors pel·lícules nacional i estrangera.
| Categoria                    | Premiat                         |
| ---------------------------- | ------------------------------- |
| Millor pel·lícula espanyola  | La vida secreta de les paraules |
| Millor pel·lícula estrangera | Match Point                     |